# Les Vies de mon père : Yvan Ducharme
Pour plus de détails, voir Fiche technique et Distribution.
Les Vies de mon père : Yvan Ducharme est un film documentaire québécois réalisé par Nathalie Ducharme et produit par la société Médias Big Deal Productions, sorti en 2013.
La réalisatrice évoque son père, l'acteur et humoriste Yvan Ducharme.

## Fiche technique
- Titre français : Les Vies de mon père : Yvan Ducharme
- Titre anglais : My Father's Lives: Yvan Ducharme
- Réalisation : Nathalie Ducharme
- Scénario : Nathalie Ducharme
- Musique : François Jolin
- Recherches : Odette Desormeaux, Véronique Charbonneau, Ève Christin-Cuerrier, Nathalie Ducharme
- Montage : Terry Marseille, Dominique Lessard & Nathalie Ducharme
- Création graphique et habillage : Marco Dubé, Terry Marseille
- Directeur de la photographie : Mathieu Landry
- Caméra: Bruno Desrosiers, Nathalie Ducharme
- Son : Éric Roy, Claude Meunier, Cyril Bourseaux
- Montage et mixage son : Steve Cordeau
- Production : Nathalie Ducharme
  - Production déléguée : Isabelle Fortier
- Sociétés de production : Médias Big Deal Productions, avec la participation financière de CMF-FMC, Crédits d'impôt Cinéma et Télévision (Québec), Crédit d'impôt pour production cinématographique ou magnétoscopique canadienne (Canada)
- Société de diffusion : Canal D
- Pays de production :  Canada
- Langue originale : français
- Format : couleur
- Genre : documentaire
- Lieux de tournage : Montréal, Rouyn-Noranda
- Durée : 69 minutes
- Dates de sortie :
  - Canada :
    - 29 octobre 2013 : 32e Festival du cinéma international en Abitibi-Témiscamingue, Québec
    - 29 décembre 2013 : Canal D
    - mars 2014 : Festival international du film du Canada (en) (CIFF) Vancouver, Colombie-Britannique
    - 29 septembre 2014 : Festival international du film d'Edmonton (en) (EIFF) Edmonton, Alberta
    - 2 octobre 2014 : Festival du film de Saint-Séverin, Beauce, Québec

## Distribution
- Yvan Ducharme
- André Melançon
- André Ducharme
- Roger Sylvain
- Claude Poirier
- Pierre Harel
- Danielle Ouimet
- Chantal Lacroix
- Claudine Chatel
- Michel Mathieu
- Colette Lavoie
- Alban Perrier
- Rachel Tremblay
- Nathalie Ducharme